# КК Партизан сезона 2020/21.
КК Партизан сезона 2020/21. обухвата све резултате и остале информације везане за наступ Партизана у сезони 2020/21. и то у следећим такмичењима: Еврокуп, Јадранска лига, Суперлига Србије и Куп Радивоја Кораћа.

## Промене у саставу

### Дошли
| Датум            | Играч                 | Претходни клуб    | Напомене               | Реф.  |
| ---------------- | --------------------- | ----------------- | ---------------------- | ----- |
| 1. јул 2020.     | Коди Милер Макинтајер | Цедевита Олимпија | једногодишњи уговор    | [ 1 ] |
| 10. јул 2020.    | Немања Дангубић       | Естудијантес      | двогодишњи уговор      | [ 2 ] |
| 24. август 2020. | Ерик Мика             | Стоктон кингси    | једногодишњи уговор    | [ 3 ] |
| 4. јануар 2021.  | Џош Перкинс           | Гљивице           | уговор до краја сезоне | [ 4 ] |

### Продужени уговори
| Датум             | Играч           | Напомене              | Реф.  |
| ----------------- | --------------- | --------------------- | ----- |
| 21. фебруар 2020. | Вилијам Мозли   | трогодишњи уговор     | [ 5 ] |
| 27. април 2020.   | Раде Загорац    | двогодишњи уговор     | [ 6 ] |
| 9. мај 2020.      | Маркус Пејџ     | двогодишњи уговор     | [ 7 ] |
| 27. јун 2020.     | Урош Трифуновић | четворогодишњи уговор | [ 8 ] |
| 16. јул 2020.     | Немања Гордић   | једногодишњи уговор   | [ 9 ] |

### Отишли
| Слободни играчи на крају сезоне 2019/20. |                       |                  |   |        |
| —                                        | Реџи Рединг           | —                | — |        |
| —                                        | Жанис Пејнерс         | —                | — | [ 10 ] |
| —                                        | Стефан Бирчевић       | —                | — | [ 11 ] |
| 24. јун 2020.                            | Џејмс Макаду          | Хитачи санрокерс | — | [ 12 ] |
| Раскинути уговори                        |                       |                  |   |        |
| 27. јун 2020.                            | Кори Волден           | Црвена звезда    |   | [ 13 ] |
| Одласци играча у току сезоне             |                       |                  |   |        |
| 26. новембар 2020.                       | Брајан Ангола         | Ирони Нес Циона  |   | [ 14 ] |
| 27. децембар 2020.                       | Немања Гордић         | Морнар Бар       |   | [ 15 ] |
| 2. фебруар 2021.                         | Стефан Јанковић       | Бахчешехир       |   | [ 16 ] |
| 24. фебруар 2021.                        | Алексеј Николић       | Гравлен          |   | [ 17 ] |
| 27. фебруар 2021.                        | Коди Милер Макинтајер | Бург             |   | [ 18 ] |

## Промене тренера
Дана 9. јула 2020. године, Владо Шћепановић је постављен за главног тренера КК Партизан. На првих девет утакмица у сезони 2020/21, Шћепановић је забележио пет пораза (скор 2–2 у АБА лиги и 2–3 у Еврокупу) након чега је смењен са места тренера 30. октобра 2020. године.
С обзиром да су Шћепановићеви помоћници, Александар Матовић и Дејан Мијатовић, били позитивни на вирус Ковид 19, утакмицу против Игокее у 5. колу Јадранске лиге је водио тренер јуниора Миливоје Лазић.
Дана 5. новембра 2020. године позицију главног тренера црно-белих преузео је Сашо Филиповски. На тој функцији је био до 8. марта 2021. године када је смењен а на његово место је постављен дотадашњи помоћни тренер Александар Матовић.

## Тим

### Играчи
| Број | Име и презиме     | Позиција      | Датум рођења        | Напомене |
| ---- | ----------------- | ------------- | ------------------- | -------- |
| 00   | Ерик Мика         | центар        | 5. јануар 1995.     |          |
| 3    | Раде Загорац      | крило         | 12. август 1995.    |          |
| 4    | Лука Тарлаћ       | крило         | 20. новембар 2002.  |          |
| 5    | Маркус Пејџ       | бек           | 11. септембар 1993. |          |
| 6    | Немања Дангубић   | крило         | 13. април 1993.     |          |
| 10   | Огњен Јарамаз     | бек           | 1. септембар 1995.  |          |
| 12   | Новица Величковић | крилни центар | 5. октобар 1986.    | капитен  |
| 13   | Џош Перкинс       | плејмејкер    | 25. август 1995.    |          |
| 21   | Никола Јанковић   | центар        | 13. фебруар 1994.   |          |
| 25   | Рашон Томас       | крилни центар | 15. август 1994.    |          |
| 32   | Урош Трифуновић   | бек / крило   | 5. децембар 2000.   |          |
| 42   | Вилијам Мозли     | центар        | 22. јун 1989.       |          |

## Еврокуп

### Прва фаза „Топ 24”
Прва фаза се игра од 30. септембра до 16. децембра 2020. године.
| Прва четири у свакој групи пролазе у „Топ 16“ |
| Елиминисани                                   |

Група А
Домаћини су наведени у левој колони.
| Екипа                   | УНИКС | ДСХ   | ПАР   | УРВ    | БАХ   | БУРГ  |
| ----------------------- | ----- | ----- | ----- | ------ | ----- | ----- |
| УНИКС Казањ             | XXX   | 91:93 | 93:70 | 90:87  | 89:88 | 76:71 |
| Дивина сегурос Хувентуд | 84:77 | XXX   | 85:82 | 92:78  | 77:87 | 90:75 |
| Партизан НИС            | 89:86 | 78:75 | XXX   | 95:73  | 88:75 | 76:89 |
| Умана Рејер Венеција    | 85:78 | 75:89 | 59:79 | XXX    | 88:82 | 76:86 |
| Бахчешехир колеџи       | 67:70 | 72:91 | 76:82 | 108:74 | XXX   | 82:99 |
| Бург                    | 74:86 | 77:84 | 73:71 | 87:59  | 79:77 | XXX   |

|    | Екипа                   | Игр. | Поб. | Изг. | П+  | П-  | П+/- | Тај-брек  |
| -- | ----------------------- | ---- | ---- | ---- | --- | --- | ---- | --------- |
| 1. | Дивина сегурос Хувентуд | 10   | 8    | 2    | 849 | 783 | +66  |           |
| 2. | УНИКС Казањ             | 10   | 6    | 4    | 827 | 797 | +30  | 3—1       |
| 3. | Бург                    | 10   | 6    | 4    | 810 | 777 | +33  | 2—2       |
| 4. | Партизан НИС            | 10   | 6    | 4    | 810 | 784 | +26  | 1—3       |
| 5. | Бахчешехир колеџи       | 10   | 2    | 8    | 810 | 827 | -17  | 1—1 (+34) |
| 6. | Умана Рејер Венеција    | 10   | 2    | 8    | 744 | 882 | -138 | 1—1 (-34) |

- НАПОМЕНА: Поени постигнути у продужецима нису урачунати у табели, а не користе се ни за одређивање предности у случају да су тимови изједначени.

Резултати
| 30. 9. 2020. 20:45 Извештај |                                                                               | Дивина сегурос Хувентуд | 85 : 82                           | Партизан | Олимпијски павиљон Бадалона, Бадалона Гледаоци: 1.125 Судије: Роберт Лотермозер, Раин Перанди, Иго Тепеније |  |
| 30. 9. 2020. 20:45 Извештај | Четвртине: 21:17, 19:31, 21:23, 24:11                                         |                         |                                   |          | Олимпијски павиљон Бадалона, Бадалона Гледаоци: 1.125 Судије: Роберт Лотермозер, Раин Перанди, Иго Тепеније |  |
| 30. 9. 2020. 20:45 Извештај | Поени: Рибас 18 Скокови: Бродзијански 9 Асистенције: Басас 7 Индекс: Рибас 20 |                         | Томас 15 Томас 8 Томас 4 Томас 21 |          | Олимпијски павиљон Бадалона, Бадалона Гледаоци: 1.125 Судије: Роберт Лотермозер, Раин Перанди, Иго Тепеније |  |

| 6. 10. 2020. 20:30 Извештај |                                                                                   | Партизан НИС | 95 : 73                       | Умана Рејер Венеција | Хала спортова Ранко Жеравица, Београд Гледаоци: 0 Судије: Христос Хростодулу, Мехди Дифала, Кристапс Константиновс |  |
| 6. 10. 2020. 20:30 Извештај | Четвртине: 23:23, 19:20, 33:15, 20:15                                             |              |                               |                      | Хала спортова Ранко Жеравица, Београд Гледаоци: 0 Судије: Христос Хростодулу, Мехди Дифала, Кристапс Константиновс |  |
| 6. 10. 2020. 20:30 Извештај | Поени: Томас 22 Скокови: Мозли 7 Асистенције: Милер Макинтајер 6 Индекс: Томас 28 |              | Вот 16 Чапел 5 Стоун 4 Вот 15 |                      | Хала спортова Ранко Жеравица, Београд Гледаоци: 0 Судије: Христос Хростодулу, Мехди Дифала, Кристапс Константиновс |  |

| 14. 10. 2020. 18:00 Извештај |                                                                            | УНИКС Казањ | 93 : 70                                                       | Партизан НИС | Баскет хол арена, Казањ Гледаоци: 2.221 Судије: Кармело Патернико, Томислав Хордов, Станислав Валејев |  |
| 14. 10. 2020. 18:00 Извештај | Четвртине: 22:13, 15:19, 30:21, 26:17                                      |             |                                                               |              | Баскет хол арена, Казањ Гледаоци: 2.221 Судије: Кармело Патернико, Томислав Хордов, Станислав Валејев |  |
| 14. 10. 2020. 18:00 Извештај | Поени: Канан 23 Скокови: Браун III 9 Асистенције: Смит 7 Индекс: Морган 27 |             | Јанковић 12 Дангубић 6 Милер Макинтајер 4 Милер Макинтајер 15 |              | Баскет хол арена, Казањ Гледаоци: 2.221 Судије: Кармело Патернико, Томислав Хордов, Станислав Валејев |  |

| 20. 10. 2020. 18:00 Извештај |                                                                     | Бахчешехир колеџи | 76 : 82                                                            | Партизан НИС | Акатлар арена, Истанбул Гледаоци: 0 Судије: Данијел Јерезуело, Едуард Удјанскиј, Денис Хаџић |  |
| 20. 10. 2020. 18:00 Извештај | Четвртине: 17:24, 22:14, 17:21, 20:23                               |                   |                                                                    |              | Акатлар арена, Истанбул Гледаоци: 0 Судије: Данијел Јерезуело, Едуард Удјанскиј, Денис Хаџић |  |
| 20. 10. 2020. 18:00 Извештај | Поени: Грин 23 Скокови: Џоунс 8 Асистенције: Грин 3 Индекс: Грин 30 |                   | Милер Макинтајер 22 Томас 9 Милер Макинтајер 7 Милер Макинтајер 28 |              | Акатлар арена, Истанбул Гледаоци: 0 Судије: Данијел Јерезуело, Едуард Удјанскиј, Денис Хаџић |  |

| 28. 10. 2020. 20:30 Извештај |                                                                                          | Партизан НИС | 76 : 89                                   | Бург | Хала спортова Ранко Жеравица, Београд Гледаоци: 0 Судије: Елијас Коромилас, Микола Амбросов, Синан Исгудер |  |
| 28. 10. 2020. 20:30 Извештај | Четвртине: 19:22, 21:35, 18:17, 18:15                                                    |              |                                           |      | Хала спортова Ранко Жеравица, Београд Гледаоци: 0 Судије: Елијас Коромилас, Микола Амбросов, Синан Исгудер |  |
| 28. 10. 2020. 20:30 Извештај | Поени: Гордић 15 Скокови: Томас 8 Асистенције: Гордић, М. Макинтајер 4 Индекс: Гордић 15 |              | Пелос 28 Пелос 7 Ален, Анђушић 4 Пелос 33 |      | Хала спортова Ранко Жеравица, Београд Гледаоци: 0 Судије: Елијас Коромилас, Микола Амбросов, Синан Исгудер |  |

| 19. 11. 2020. 20:30 Извештај |                                                                                       | Партизан НИС | 78 : 75                                      | Дивина сегурос Хувентуд | Хала спортова Ранко Жеравица, Београд Гледаоци: 0 Судије: Јанис Фуфис, Јургис Лауринавичијус, Станислав Валејев |  |
| 19. 11. 2020. 20:30 Извештај | Четвртине: 18:19, 23:14, 22:16, 15:26                                                 |              |                                              |                         | Хала спортова Ранко Жеравица, Београд Гледаоци: 0 Судије: Јанис Фуфис, Јургис Лауринавичијус, Станислав Валејев |  |
| 19. 11. 2020. 20:30 Извештај | Поени: Гордић 16 Скокови: Томас, Трифуновић 5 Асистенције: Гордић 4 Индекс: Гордић 21 |              | Досон 19 Биргандер 5 Басас 11 Бродзјански 20 |                         | Хала спортова Ранко Жеравица, Београд Гледаоци: 0 Судије: Јанис Фуфис, Јургис Лауринавичијус, Станислав Валејев |  |

| 29. 12. 2020. 20:30 Извештај |                                                                      | Умана Рејер Венеција | 59 : 79                                      | Партизан НИС | Палата спортова Ђузепе Талијерсио, Венеција Гледаоци: 0 Судије: Хуан Карлос Гарсија, Сашо Петек, Хусејин Челик |  |
| 29. 12. 2020. 20:30 Извештај | Четвртине: 18:11, 15:16, 12:28, 14:24                                |                      |                                              |              | Палата спортова Ђузепе Талијерсио, Венеција Гледаоци: 0 Судије: Хуан Карлос Гарсија, Сашо Петек, Хусејин Челик |  |
| 29. 12. 2020. 20:30 Извештај | Поени: Вот 21 Скокови: Фоту 7 Асистенције: 4 играча 3 Индекс: Вот 29 |                      | Томас 17 Мозли 8 Милер Макинтајер 6 Томас 23 |              | Палата спортова Ђузепе Талијерсио, Венеција Гледаоци: 0 Судије: Хуан Карлос Гарсија, Сашо Петек, Хусејин Челик |  |

| 17. 11. 2020. 20:30 Извештај |                                                                                                   | Партизан НИС | 89 : 86                           | УНИКС Казањ | Хала спортова Ранко Жеравица, Београд Гледаоци: 0 Судије: Христос Христодулу, Раин Перанди, Кристапс Константиновс |  |
| 17. 11. 2020. 20:30 Извештај | Четвртине: 20:26, 20:13, 23:21, 26:26                                                             |              |                                   |             | Хала спортова Ранко Жеравица, Београд Гледаоци: 0 Судије: Христос Христодулу, Раин Перанди, Кристапс Константиновс |  |
| 17. 11. 2020. 20:30 Извештај | Поени: Милер Макинтајер 25 Скокови: Загорац 8 Асистенције: 3 играча 4 Индекс: Милер Макинтајер 23 |              | Канан 19 Морган 7 Смит 6 Браун 23 |             | Хала спортова Ранко Жеравица, Београд Гледаоци: 0 Судије: Христос Христодулу, Раин Перанди, Кристапс Константиновс |  |

| 9. 12. 2020. 20:30 Извештај |                                                                                          | Партизан НИС | 88 : 75                                   | Бахчешехир колеџи | Хала спортова Ранко Жеравица, Београд Гледаоци: 0 Судије: Дамир Јавор, Кармело Патернико, Микола Амбросов |  |
| 9. 12. 2020. 20:30 Извештај | Четвртине: 25:17, 17:20, 17:21, 29:17                                                    |              |                                           |                   | Хала спортова Ранко Жеравица, Београд Гледаоци: 0 Судије: Дамир Јавор, Кармело Патернико, Микола Амбросов |  |
| 9. 12. 2020. 20:30 Извештај | Поени: Томас 18 Скокови: Мозли, Томас 6 Асистенције: Милер Макинтајер 5 Индекс: Томас 25 |              | Грин 25 Јилмаз, Робинсон 6 Грин 6 Грин 28 |                   | Хала спортова Ранко Жеравица, Београд Гледаоци: 0 Судије: Дамир Јавор, Кармело Патернико, Микола Амбросов |  |

| 15. 12. 2020. 20:45 Извештај |                                                                           | Бург | 73 : 71                                      | Партизан НИС | Дворана Екинокс, Бург ан Брес Гледаоци: 0 Судије: Аре Халико, Саулијус Рацис, Денис Каџић |  |
| 15. 12. 2020. 20:45 Извештај | Четвртине: 21:26, 19:15, 16:18, 17:12                                     |      |                                              |              | Дворана Екинокс, Бург ан Брес Гледаоци: 0 Судије: Аре Халико, Саулијус Рацис, Денис Каџић |  |
| 15. 12. 2020. 20:45 Извештај | Поени: Анђушић 16 Скокови: Омић 7 Асистенције: Бенитез 4 Индекс: Пелос 18 |      | Томас 15 Мозли 7 Милер Макинтајер 6 Томас 24 |              | Дворана Екинокс, Бург ан Брес Гледаоци: 0 Судије: Аре Халико, Саулијус Рацис, Денис Каџић |  |

### Друга фаза „Топ 16“ — Група Ф
|    | Екипа                    | Игр. | Поб. | Изг. | П+  | П-  | П+/- | Тај-брек |
| -- | ------------------------ | ---- | ---- | ---- | --- | --- | ---- | -------- |
| 1. | Булоњ Метрополитан 92    | 6    | 4    | 2    | 435 | 441 | -6   |          |
| 2. | Локомотива Кубањ         | 6    | 3    | 3    | 489 | 464 | +25  | 1—1 (+2) |
| 3. | Доломити енерђија Тренто | 6    | 3    | 3    | 441 | 446 | -5   | 1—1 (-2) |
| 4. | Партизан НИС             | 6    | 2    | 4    | 395 | 409 | -14  |          |

- НАПОМЕНА: Поени постигнути у продужецима нису урачунати у табели, а не користе се ни за одређивање предности у случају да су тимови изједначени.

Легенда:
| 13. 1. 2021. 20:30 Извештај |                                                                                     | Партизан НИС | 71 : 43                                    | Доломити енерђија Тренто | Хала спортова Ранко Жеравица, Београд Гледаоци: 0 Судије: Карлос Перуга, Амит Балак, Синан Исгундер |  |
| 13. 1. 2021. 20:30 Извештај | Четвртине: 24:16, 11:4, 19:10, 17:13                                                |              |                                            |                          | Хала спортова Ранко Жеравица, Београд Гледаоци: 0 Судије: Карлос Перуга, Амит Балак, Синан Исгундер |  |
| 13. 1. 2021. 20:30 Извештај | Поени: Мозли 12 Скокови: Милер Макинтајер 8 Асистенције: Перкинс 6 Индекс: Мозли 22 |              | Вилијамс 15 Вилијамс 8 Браун 5 Вилијамс 17 |                          | Хала спортова Ранко Жеравица, Београд Гледаоци: 0 Судије: Карлос Перуга, Амит Балак, Синан Исгундер |  |

| 19. 1. 2021. 20:45 Извештај |                                                                    | Булоњ Метрополитан 92 | 79 : 62                                                                | Партизан НИС | Палата спортова Марсел Сердан, Левалоа Пере Гледаоци: 0 Судије: Елијас Коромилас, Жорди Алијага, Себастјен Кливаз |  |
| 19. 1. 2021. 20:45 Извештај | Четвртине: 22:11, 16:19, 23:16, 18:16                              |                       |                                                                        |              | Палата спортова Марсел Сердан, Левалоа Пере Гледаоци: 0 Судије: Елијас Коромилас, Жорди Алијага, Себастјен Кливаз |  |
| 19. 1. 2021. 20:45 Извештај | Поени: Мишино 16 Скокови: Рос 8 Асистенције: Стол 5 Индекс: Рос 22 |                       | Загорац, Милер Макинтајер 14 Милер Макинтајер, Мозли 5 Пејџ 4 Мозли 20 |              | Палата спортова Марсел Сердан, Левалоа Пере Гледаоци: 0 Судије: Елијас Коромилас, Жорди Алијага, Себастјен Кливаз |  |

| 27. 1. 2021. 17:30 Извештај |                                                                                                | Локомотива Кубањ | 74 : 67                                          | Партизан НИС | Баскет-хол арена, Краснодар Гледаоци: 1.240 Судије: Мигел Анхел Перез, Јанис Фуфис, Јургис Лауринавичијус |  |
| 27. 1. 2021. 17:30 Извештај | Четвртине: 19:17, 18:13, 17:19, 20:18                                                          |                  |                                                  |              | Баскет-хол арена, Краснодар Гледаоци: 1.240 Судије: Мигел Анхел Перез, Јанис Фуфис, Јургис Лауринавичијус |  |
| 27. 1. 2021. 17:30 Извештај | Поени: Камингс 15 Скокови: Линч, Херви 5 Асистенције: Калнијетис, Камингс 4 Индекс: Камингс 15 |                  | Величковић 15 Дангубић 7 Јарамаз 6 Величковић 16 |              | Баскет-хол арена, Краснодар Гледаоци: 1.240 Судије: Мигел Анхел Перез, Јанис Фуфис, Јургис Лауринавичијус |  |

| 3. 2. 2021. 20:30 Извештај |                                                                                   | Партизан НИС | 71 : 69                                  | Локомотива Кубањ | Хала спортова Ранко Жеравица, Београд Гледаоци: 0 Судије: Христос Христодулу, Жозеф Бисанг, Едуард Удјанскиј |  |
| 3. 2. 2021. 20:30 Извештај | Четвртине: 22:24, 13:24, 17:8, 19:13                                              |              |                                          |                  | Хала спортова Ранко Жеравица, Београд Гледаоци: 0 Судије: Христос Христодулу, Жозеф Бисанг, Едуард Удјанскиј |  |
| 3. 2. 2021. 20:30 Извештај | Поени: Томас 23 Скокови: Томас 8 Асистенције: Јарамаз, Перкинс 4 Индекс: Томас 24 |              | Крофорд 16 Херви 12 Мотовилов 4 Херви 20 |                  | Хала спортова Ранко Жеравица, Београд Гледаоци: 0 Судије: Христос Христодулу, Жозеф Бисанг, Едуард Удјанскиј |  |

| 3. 3. 2021. 20:00 Извештај |                                                                               | Доломити енерђија Тренто | 69 : 54                                    | Партизан НИС | ПалаТренто, Тренто Гледаоци: 0 Судије: Роберт Лотермозер, Аре Халико, Хусејин Челик |  |
| 3. 3. 2021. 20:00 Извештај | Четвртине: 15:19, 14:9, 25:8, 15:18                                           |                          |                                            |              | ПалаТренто, Тренто Гледаоци: 0 Судије: Роберт Лотермозер, Аре Халико, Хусејин Челик |  |
| 3. 3. 2021. 20:00 Извештај | Поени: Вилијамс 16 Скокови: Мартин 7 Асистенције: Браун 7 Индекс: Вилијамс 22 |                          | Томас 17 Јанковић 10 Јарамаз 5 Јанковић 14 |              | ПалаТренто, Тренто Гледаоци: 0 Судије: Роберт Лотермозер, Аре Халико, Хусејин Челик |  |

| 10. 3. 2021. 20:30 Извештај |                                                                              | Партизан НИС | 70 : 75                                   | Булоњ Метрополитан 92 | Арена Стожице, Љубљана Гледаоци: 0 Судије: Данијел Јерезуело, Ник ван ден Брек, Станислав Валејев |  |
| 10. 3. 2021. 20:30 Извештај | Четвртине: 21:19, 14:16, 24:21, 11:19                                        |              |                                           |                       | Арена Стожице, Љубљана Гледаоци: 0 Судије: Данијел Јерезуело, Ник ван ден Брек, Станислав Валејев |  |
| 10. 3. 2021. 20:30 Извештај | Поени: Томас 20 Скокови: Јанковић 10 Асистенције: Јарамаз 6 Индекс: Томас 31 |              | Браун 18 Браун, Конате 6 Браун 4 Браун 19 |                       | Арена Стожице, Љубљана Гледаоци: 0 Судије: Данијел Јерезуело, Ник ван ден Брек, Станислав Валејев |  |

## Јадранска лига

### Табела
|    | Тим                   | Игр. | Поб. | Изг. | П+   | П-   | П+/- | Бод |
| -- | --------------------- | ---- | ---- | ---- | ---- | ---- | ---- | --- |
| 1  | Будућност ВОЛИ        | 26   | 22   | 4    | 2056 | 1811 | +245 | 48  |
| 2  | Црвена звезда МТС     | 25   | 22   | 3    | 1974 | 1624 | +350 | 47  |
| 3  | Игокеа                | 25   | 19   | 6    | 1963 | 1829 | +134 | 44  |
| 4  | Морнар Бар            | 25   | 18   | 7    | 1978 | 1811 | +167 | 43  |
| 5  | Цедевита Олимпија     | 25   | 17   | 8    | 2113 | 1933 | +180 | 42  |
| 6  | Мега Сокербет         | 25   | 14   | 11   | 1917 | 1870 | +47  | 39  |
| 7  | Партизан НИС          | 25   | 12   | 13   | 1923 | 1825 | +78  | 37  |
| 8  | ФМП                   | 25   | 10   | 15   | 1958 | 2050 | -92  | 35  |
| 9  | Задар                 | 25   | 9    | 16   | 1791 | 1888 | -97  | 34  |
| 10 | Цибона                | 25   | 9    | 16   | 1815 | 1921 | -106 | 34  |
| 11 | Борац Чачак           | 25   | 8    | 17   | 1842 | 1896 | -54  | 33  |
| 12 | Сплит КО              | 25   | 8    | 17   | 1758 | 1889 | -131 | 33  |
| 13 | Крка                  | 25   | 8    | 17   | 1663 | 1847 | -184 | 33  |
| 14 | Копер Приморска (-26) | 26   | 0    | 26   | 0    | 520  | -520 | 26  |

Легенда:

### Резултати
| 3. 10. 2020. 21:00 Извештај |                                                                                 | Партизан | 78 : 87                                               | Борац Чачак | Хала спортова Ранко Жеравица, Београд Гледаоци: 30 Судије: Марко Јурас, Урош Николић, Иван Стефановић |  |
| 3. 10. 2020. 21:00 Извештај | Четвртине: 17:24, 19:25, 21:19, 21:19                                           |          |                                                       |             | Хала спортова Ранко Жеравица, Београд Гледаоци: 30 Судије: Марко Јурас, Урош Николић, Иван Стефановић |  |
| 3. 10. 2020. 21:00 Извештај | Поени: Јарамаз 21 Скокови: Томас 6 Асистенције: три играча 3 Индекс: Јарамаз 19 |          | Ђоковић 12 Неранџић 10 Кочовић 5 Неранџић, Милетић 16 |             | Хала спортова Ранко Жеравица, Београд Гледаоци: 30 Судије: Марко Јурас, Урош Николић, Иван Стефановић |  |

| 10. 10. 2020. 20:00 Извештај |                                                                                    | Партизан | 99 : 101                     | Будућност | Хала спортова Ранко Жеравица, Београд Гледаоци: 30 Судије: Саша Пукл, Матеј Болтаузер, Томислав Хордов |  |
| 10. 10. 2020. 20:00 Извештај | Четвртине: 20:22, 21:24, 19:17, 18:15, 21:23 (2 прод.)                             |          |                              |           | Хала спортова Ранко Жеравица, Београд Гледаоци: 30 Судије: Саша Пукл, Матеј Болтаузер, Томислав Хордов |  |
| 10. 10. 2020. 20:00 Извештај | Поени: Јарамаз 24 Скокови: С. Јанковић 7 Асистенције: Јарамаз 7 Индекс: Јарамаз 25 |          | Кобс 27 Рид 9 Кобс 8 Кобс 30 |           | Хала спортова Ранко Жеравица, Београд Гледаоци: 30 Судије: Саша Пукл, Матеј Болтаузер, Томислав Хордов |  |

| 17. 10. 2020. 21:00 Извештај |                                                                               | ФМП | 90 : 103                                                                     | Партизан | Дворана Железник, Београд Гледаоци: / Судије: Урош Николић, Марио Мајкић, Милан Недовић |  |
| 17. 10. 2020. 21:00 Извештај | Четвртине: 23:21, 21:27, 22:29, 24:26                                         |     |                                                                              |          | Дворана Железник, Београд Гледаоци: / Судије: Урош Николић, Марио Мајкић, Милан Недовић |  |
| 17. 10. 2020. 21:00 Извештај | Поени: Ненадић 26 Скокови: Пецарски 7 Асистенције: Човић 9 Индекс: Ненадић 29 |     | Милер Макинтајер 23 Загорац 6 Милер Макинтајер, Гордић 4 Милер Макинтајер 26 |          | Дворана Железник, Београд Гледаоци: / Судије: Урош Николић, Марио Мајкић, Милан Недовић |  |

| 25. 10. 2020. 19:00 Извештај |                                                                                     | Партизан | 86 : 77                               | Цедевита Олимпија | Хала спортова Ранко Жеравица, Београд Гледаоци: / Судије: Томислав Хордов, Милош Кољеншић, Јосип Радојковић |  |
| 25. 10. 2020. 19:00 Извештај | Четвртине: 16:19, 22:21, 26:24, 22:13                                               |          |                                       |                   | Хала спортова Ранко Жеравица, Београд Гледаоци: / Судије: Томислав Хордов, Милош Кољеншић, Јосип Радојковић |  |
| 25. 10. 2020. 19:00 Извештај | Поени: Милер Макинтајер 17 Скокови: Томас 12 Асистенције: Гордић 7 Индекс: Томас 21 |          | Блажич 24 Хопкинс 13 Пери 5 Блажич 29 |                   | Хала спортова Ранко Жеравица, Београд Гледаоци: / Судије: Томислав Хордов, Милош Кољеншић, Јосип Радојковић |  |

| 31. 10. 2020. 20:00 Извештај |                                                                                  | Игокеа | 90 : 84                                        | Партизан | Спортска дворана Лакташи, Лакташи Гледаоци: / Судије: Марко Јурас, Драган Поробић, Александар Милојевић |  |
| 31. 10. 2020. 20:00 Извештај | Четвртине: 26:21, 19:22, 14:12, 20:24, 11:5                                      |        |                                                |          | Спортска дворана Лакташи, Лакташи Гледаоци: / Судије: Марко Јурас, Драган Поробић, Александар Милојевић |  |
| 31. 10. 2020. 20:00 Извештај | Поени: Кармајкл 27 Скокови: Јошило 9 Асистенције: Клемонс 11 Индекс: Кармајкл 29 |        | Гордић 19 Мика 6 Милер Макинтајер 4 Загорац 16 |          | Спортска дворана Лакташи, Лакташи Гледаоци: / Судије: Марко Јурас, Драган Поробић, Александар Милојевић |  |

| 7. 11. 2020. 21:00 Извештај |                                                                                                  | Партизан | 78 : 63                                     | Задар | Хала спортова Ранко Жеравица, Београд Гледаоци: / Судије: Илија Белошевић, Томислав Вовк, Радош Савовић |  |
| 7. 11. 2020. 21:00 Извештај | Четвртине: 19:16, 19:18, 22:16, 18:13                                                            |          |                                             |       | Хала спортова Ранко Жеравица, Београд Гледаоци: / Судије: Илија Белошевић, Томислав Вовк, Радош Савовић |  |
| 7. 11. 2020. 21:00 Извештај | Поени: Дангубић, Н. Јанковић 15 Скокови: Томас 9 Асистенције: Пејџ 6 Индекс: Дангубић, Гордић 17 |          | Мавра, Оунаку 13 Вуковић 7 Мавра 7 Мавра 24 |       | Хала спортова Ранко Жеравица, Београд Гледаоци: / Судије: Илија Белошевић, Томислав Вовк, Радош Савовић |  |

| 14. 11. 2020. 17:00 Извештај |                                                                              | Цибона | 75 : 82                                         | Партизан | Кошаркашки центар Дражен Петровић, Загреб Гледаоци: / Судије: Дамир Јавор, Игор Драгојевић, Јосип Радојковић |  |
| 14. 11. 2020. 17:00 Извештај | Четвртине: 21:27, 19:23, 25:17, 10:15                                        |        |                                                 |          | Кошаркашки центар Дражен Петровић, Загреб Гледаоци: / Судије: Дамир Јавор, Игор Драгојевић, Јосип Радојковић |  |
| 14. 11. 2020. 17:00 Извештај | Поени: Бундовић 20 Скокови: Пркачин 10 Асистенције: Мур 5 Индекс: Пркачин 27 |        | Пејџ 16 Н. Јанковић 12 Гордић 10 Н. Јанковић 24 |          | Кошаркашки центар Дражен Петровић, Загреб Гледаоци: / Судије: Дамир Јавор, Игор Драгојевић, Јосип Радојковић |  |

| 23. 11. 2020. 21:00 Извештај |                                                                                       | Партизан | 85 : 86                        | Црвена звезда | Хала спортова Ранко Жеравица, Београд Гледаоци: 0 Судије: Сретен Радовић, Матеј Болтаузер, Сашо Петек |  |
| 23. 11. 2020. 21:00 Извештај | Четвртине: 19:22, 21:28, 25:24, 20:12                                                 |          |                                |               | Хала спортова Ранко Жеравица, Београд Гледаоци: 0 Судије: Сретен Радовић, Матеј Болтаузер, Сашо Петек |  |
| 23. 11. 2020. 21:00 Извештај | Поени: Томас 19 Скокови: Мозли, Томас 6 Асистенције: Гордић 6 Индекс: Мозли, Томас 24 |          | Лојд 18 Тери 9 Хол 5 Волден 14 |               | Хала спортова Ранко Жеравица, Београд Гледаоци: 0 Судије: Сретен Радовић, Матеј Болтаузер, Сашо Петек |  |

| 5. 12. 2020. 19:00 Извештај |                                                                                  | Морнар Бар | 77 : 76                                                             | Партизан | Спортска дворана Тополица, Бар Гледаоци: / Судије: Дамир Јавор, Милан Недовић, Лука Кардум |  |
| 5. 12. 2020. 19:00 Извештај | Четвртине: 15:22, 18:17, 21:12, 16:19, 7:6                                       |            |                                                                     |          | Спортска дворана Тополица, Бар Гледаоци: / Судије: Дамир Јавор, Милан Недовић, Лука Кардум |  |
| 5. 12. 2020. 19:00 Извештај | Поени: Пулен 19 Скокови: Смит 7 Асистенције: Вајтхед, Нидам 4 Индекс: Вајтхед 17 |            | Милер Макинтајер 21 Томас 13 Милер Макинтајер 4 Милер Макинтајер 28 |          | Спортска дворана Тополица, Бар Гледаоци: / Судије: Дамир Јавор, Милан Недовић, Лука Кардум |  |

| 12. 12. 2020. 19:00 Извештај |                                                                                                | Партизан | 79 : 77                                     | Мега Сокербет | Хала спортова Ранко Жеравица, Београд Гледаоци: / Судије: Урош Обркнежевић, Марко Јурас, Владимир Весковић |  |
| 12. 12. 2020. 19:00 Извештај | Четвртине: 16:27, 24:23, 16:15, 23:12                                                          |          |                                             |               | Хала спортова Ранко Жеравица, Београд Гледаоци: / Судије: Урош Обркнежевић, Марко Јурас, Владимир Весковић |  |
| 12. 12. 2020. 19:00 Извештај | Поени: Милер Макинтајер 22 Скокови: Мозли 9 Асистенције: Јарамаз 3 Индекс: Милер Макинтајер 20 |          | Петрушев 23 Петрушев 10 Новак 5 Петрушев 26 |               | Хала спортова Ранко Жеравица, Београд Гледаоци: / Судије: Урош Обркнежевић, Марко Јурас, Владимир Весковић |  |

| 19. 12. 2020. 17:00 Извештај |                                                                                     | Крка | 69 : 50                                                          | Партизан | Спортска дворана Леон Штукељ, Ново Место Гледаоци: / Судије: Сретен Радовић, Јосип Радојковић, Бојан Круљац |  |
| 19. 12. 2020. 17:00 Извештај | Четвртине: 22:10, 17:14, 13:8, 17:18                                                |      |                                                                  |          | Спортска дворана Леон Штукељ, Ново Место Гледаоци: / Судије: Сретен Радовић, Јосип Радојковић, Бојан Круљац |  |
| 19. 12. 2020. 17:00 Извештај | Поени: Кемфор 16 Скокови: Стипчевић 7 Асистенције: Стипчевић 5 Индекс: Стипчевић 20 |      | Милер Макинтајер 12 Томас 6 Милер Макинтајер, Јарамаз 2 Томас 12 |          | Спортска дворана Леон Штукељ, Ново Место Гледаоци: / Судије: Сретен Радовић, Јосип Радојковић, Бојан Круљац |  |

| 3. 1. 2021. 17:00 Извештај |                                                                                | Сплит | 74 : 86                                                | Партизан | Спортски центар Грипе, Сплит Гледаоци: / Судије: Игор Драгојевић, Радош Савовић, Ернад Каровић |  |
| 3. 1. 2021. 17:00 Извештај | Четвртине: 21:24, 21:24, 22:22, 10:16                                          |       |                                                        |          | Спортски центар Грипе, Сплит Гледаоци: / Судије: Игор Драгојевић, Радош Савовић, Ернад Каровић |  |
| 3. 1. 2021. 17:00 Извештај | Поени: Луковић 18 Скокови: Луковић 8 Асистенције: Луковић 4 Индекс: Луковић 26 |       | Јарамаз 29 Мозли, Мика 7 Милер Макинтајер 4 Јарамаз 33 |          | Спортски центар Грипе, Сплит Гледаоци: / Судије: Игор Драгојевић, Радош Савовић, Ернад Каровић |  |

| 9. 1. 2021. 17:00 Извештај |                                                                                  | Борац Чачак | 75 : 71                                                         | Партизан | Хала Борца крај Мораве, Чачак Гледаоци: / Судије: Илија Белошевић, Иван Стефановић, Владимир Весковић |  |
| 9. 1. 2021. 17:00 Извештај | Четвртине: 19:15, 19:18, 22:17, 15:21                                            |             |                                                                 |          | Хала Борца крај Мораве, Чачак Гледаоци: / Судије: Илија Белошевић, Иван Стефановић, Владимир Весковић |  |
| 9. 1. 2021. 17:00 Извештај | Поени: Кочовић 17 Скокови: Новаковић 8 Асистенције: Ђоковић 5 Индекс: Кочовић 24 |             | Дангубић 13 Мозли, Томас 8 Милер Макинтајер, Јарамаз 4 Мозли 13 |          | Хала Борца крај Мораве, Чачак Гледаоци: / Судије: Илија Белошевић, Иван Стефановић, Владимир Весковић |  |

| 16. 1. 2021. 18:00 Извештај |                                                                                     | Будућност | 80 : 72                                          | Партизан | Спортски центар Морача, Подгорица Гледаоци: / Судије: Сашо Петек, Марио Мајкић, Денис Хаџић |  |
| 16. 1. 2021. 18:00 Извештај | Четвртине: 20:21, 21:15, 13:18, 26:18                                               |           |                                                  |          | Спортски центар Морача, Подгорица Гледаоци: / Судије: Сашо Петек, Марио Мајкић, Денис Хаџић |  |
| 16. 1. 2021. 18:00 Извештај | Поени: Ивановић 25 Скокови: Рид 7 Асистенције: Ивановић, Апић 3 Индекс: Ивановић 29 |           | Загорац 14 Мозли 7 Милер Макинтајер 4 Загорац 15 |          | Спортски центар Морача, Подгорица Гледаоци: / Судије: Сашо Петек, Марио Мајкић, Денис Хаџић |  |

| 30. 1. 2021. 19:00 Извештај |                                                                                           | Цедевита Олимпија | 78 : 65                                           | Партизан | Арена Стожице, Љубљана Гледаоци: / Судије: Томислав Хордов, Игор Драгојевић, Милош Кољеншић |  |
| 30. 1. 2021. 19:00 Извештај | Четвртине: 22:18, 18:19, 22:18, 16:10                                                     |                   |                                                   |          | Арена Стожице, Љубљана Гледаоци: / Судије: Томислав Хордов, Игор Драгојевић, Милош Кољеншић |  |
| 30. 1. 2021. 19:00 Извештај | Поени: Блажич 28 Скокови: Хопкинс 9 Асистенције: Блажич, Пери, Рупник 3 Индекс: Блажич 30 |                   | Јарамаз 15 Томас 7 Пејџ, Н. Јанковић 2 Јарамаз 16 |          | Арена Стожице, Љубљана Гледаоци: / Судије: Томислав Хордов, Игор Драгојевић, Милош Кољеншић |  |

| 6. 2. 2021. 19:00 Извештај |                                                                       | Партизан | 75 : 83                                              | Игокеа | Хала спортова Ранко Жеравица, Београд Гледаоци: / Судије: Јосип Радојковић, Марио Мајкић, Владимир Весковић |  |
| 6. 2. 2021. 19:00 Извештај | Четвртине: 16:23, 20:19, 26:21, 13:20                                 |          |                                                      |        | Хала спортова Ранко Жеравица, Београд Гледаоци: / Судије: Јосип Радојковић, Марио Мајкић, Владимир Весковић |  |
| 6. 2. 2021. 19:00 Извештај | Поени: Томас 18 Скокови: Мозли 8 Асистенције: Пејџ 7 Индекс: Томас 23 |          | Клемонс, Јошило, Илић 16 Кармајкл 5 Атић 6 Јошило 25 |        | Хала спортова Ранко Жеравица, Београд Гледаоци: / Судије: Јосип Радојковић, Марио Мајкић, Владимир Весковић |  |

| 27. 2. 2021. 17:00 Извештај |                                                                                     | Задар | 96 : 94                             | Партизан | Дворана Крешимир Ћосић, Задар Гледаоци: / Судије: Милош Кољеншић, Марио Мајкић, Милан Недовић |  |
| 27. 2. 2021. 17:00 Извештај | Четвртине: 19:17, 22:20, 20:18, 22:28, 13:11                                        |       |                                     |          | Дворана Крешимир Ћосић, Задар Гледаоци: / Судије: Милош Кољеншић, Марио Мајкић, Милан Недовић |  |
| 27. 2. 2021. 17:00 Извештај | Поени: Мавра 20 Скокови: Вуковић 7 Асистенције: Вуковић 6 Индекс: Мавра, Вуковић 24 |       | Томас 24 Томас 9 Јарамаз 7 Томас 28 |          | Дворана Крешимир Ћосић, Задар Гледаоци: / Судије: Милош Кољеншић, Марио Мајкић, Милан Недовић |  |

## Куп Радивоја Кораћа
Куп Радивоја Кораћа 2021. године је одржан по петнаести пут као национални кошаркашки куп Србије. Домаћин турнира је био Нови Сад у периоду од 11. до 14. фебруара 2021. године, а све утакмице су одигране у СПЕНС-у.
Партизан је у четвртфиналу Купа савладао чачански Борац након чега је у полуфиналу поражен од Црвене звезде.

### Четвртфинале
| 11. 2. 2021. 19:00 | Извештај | Партизан НИС                                                                       | 76 : 72 | Борац Чачак                          | Мала дворана СПЕНС-а, Нови Сад Гледаоци: 0 Судије: Илија Белошевић, Марко Јурас, Александар Глишић |  |
| 11. 2. 2021. 19:00 | Извештај | Четвртине: 20:16, 20:16, 22:17, 14:23                                              |         |                                      | Мала дворана СПЕНС-а, Нови Сад Гледаоци: 0 Судије: Илија Белошевић, Марко Јурас, Александар Глишић |  |
| 11. 2. 2021. 19:00 | Извештај | Поени: Мика 15 Скокови: Величковић, Томас 6 Асистенције: Јарамаз 6 Индекс: Мика 19 |         | Џоунс 14 Неранџић 9 Џоунс 7 Џоунс 18 | Мала дворана СПЕНС-а, Нови Сад Гледаоци: 0 Судије: Илија Белошевић, Марко Јурас, Александар Глишић |  |

### Полуфинале
| 13. 2. 2021. 21:00 | Извештај | Партизан НИС                                                                 | 78 : 79 | Црвена звезда МТС                               | Велика дворана СПЕНС-а, Нови Сад Гледаоци: 0 Судије: Илија Белошевић, Миливоје Јовчић, Урош Николић |  |
| 13. 2. 2021. 21:00 | Извештај | Четвртине: 27:22, 19:18, 12:15, 20:24                                        |         |                                                 | Велика дворана СПЕНС-а, Нови Сад Гледаоци: 0 Судије: Илија Белошевић, Миливоје Јовчић, Урош Николић |  |
| 13. 2. 2021. 21:00 | Извештај | Поени: Јарамаз 18 Скокови: Томас 7 Асистенције: Јарамаз 9 Индекс: Јарамаз 28 |         | Лојд 24 Кузмић 7 Давидовац, Ускоковић 3 Лојд 24 | Велика дворана СПЕНС-а, Нови Сад Гледаоци: 0 Судије: Илија Белошевић, Миливоје Јовчић, Урош Николић |  |